# Six Feet Under
Six Feet Under je američki groove/death metal sastav.

## Povijest
Sastav su 1993. godine osnovali Chris Barnes, pjevač sastava Cannibal Corpse i Allen West, gitarist sastava Obituary. Sastavu se pridružio basist Terry Butler i bubnjar Greg Gall. Nakon što su potpisali ugovor s izdavačkom kućom Metal Blade, godine 1995. objavljuju svoj prvi studijski album Haunted. Godine 1998. West je napustio sastav, a zamijenio ga je Steve Swanson iz skupine Massacre. Sastav je objavio trinaest studijskih albuma, posljednji Nightmares of the Decomposed u listopadu 2020. godine.

## Diskografija
Studijski albumi
- Haunted (1995.)
- Warpath (1997.)
- Maximum Violence (1999.)
- True Carnage (2001.)
- Bringer of Blood (2003.)
- 13 (2005.)
- Commandment (2007.)
- Death Rituals (2008.)
- Undead (2012.)
- Unborn (2013.)
- Crypt of the Devil (2015.)
- Torment (2017.)
- Nightmares of the Decomposed (2020.)

## Članovi sastava
Sadašnja postava
- Chris Barnes – vokal (1993. – danas)
- Jeff Hughell – bas-gitara (2012. – danas), gitara (2016.)
- Marco Pitruzzella – bubnjevi (2013. – danas)
- Ray Suhy – gitara (2016. – danas)
- Jack Owen – gitara (2017. – danas)

Bivši članovi
- Terry Butler – bas-gitara (1993. – 2011.)
- Greg Gall – bubnjevi (1993. – 2011.)
- Allen West – gitara (1993. – 1998.)
- Steve Swanson – gitara (1998. – 2016.)
- Matt DeVries – bas-gitara (2011. – 2012.)
- Kevin Talley – bubnjevi (2011. – 2013.)
- Rob Arnold – gitara, bas-gitara (2011. – 2012.)
- Ola Englund – gitara (2012. – 2013.)